# 경로이탈
경로이탈은 대한민국의 음악 그룹이다. 2019년 EP [오늘은 경로이탈]로 데뷔했다.

## 방송
- 트로트의 민족 (2020) - Top34
- 조선판스타 (2021) - Top5(5위)

## 공연
- 밴드 경로이탈 1st EP 발매 기념 쇼케이스 (2019)
- 작은음악회 Petite Concert, 경로이탈의 화(和)끈한 국악콘서트 "민요의 유혹" (2021)
- 광주북구문화센터 개관기념 특별기획 「콘서트 인 북구」 시즌1 전통, 경로를 이탈하다 <밴드 경로이탈> (2021)
- 경로이탈의 (和)화끈한 국악콘서트 '민요의 유혹' - 함양 (2021)

## 음반
- 2019국악창작곡 개발 - 제13회 21c 한국음악프로젝트 (2019)
- 오늘은 경로이탈 (2019)
- 인디스땅스 2020 컴필레이션 (2020)
- 굿밤타령 (2021)
- 여나영이 누구니 (2021)
- 오해야 (2021)
- 까.투.리 (2021)
- 펑(Funk)년가 (2021)
- 조선판스타 Part.2 (2021)

## 수상
- 21세기 한국음악프로젝트 대상 (2019)